# Pseudanniceris
Pseudanniceris is een geslacht van rechtvleugeligen uit de familie veldsprinkhanen (Acrididae). De wetenschappelijke naam van dit geslacht is voor het eerst geldig gepubliceerd in 1977 door Descamps.

## Soorten
Het geslacht Pseudanniceris omvat de volgende soorten:
- Pseudanniceris amazonicus Descamps, 1977
- Pseudanniceris costaricensis Rehn, 1905
- Pseudanniceris guyanensis Descamps, 1977
- Pseudanniceris nigrinervis Stål, 1878